# Raza Mahmoudi
Raza Mahmoudi, född 12 maj 1984, är en afghansk fotbollsspelare som spelar för det Afghanska landslaget.